# Rue Waelhem
Pour les articles homonymes, voir Waelhem.
La rue Waelhem (en néerlandais : Waelhemstraat) est une rue bruxelloise de la commune de Schaerbeek qui va de la place Eugène Verboekhoven à la chaussée de Helmet en passant par la rue Léopold Courouble.

## Histoire et description
Cette rue porte le nom d'une famille de propriétaires terriens schaerbeekois.
La numérotation des habitations va de 1 à 97 pour le côté impair, et de 4 à 130 pour le côté pair.

## Adresses notables
- no 12A : mosquée Abou Hourayra
- no 65 : déchèterie communale
- no 70 : La Savonnerie
- nos 86-92 : Lidl
- no 104 : musée d'Orgues de Kermesse
- no 112 : anciennement, ateliers et bureaux de la marque automobile Speedsport